# Крутой Берег (Никопольский район)
Крутой Берег (укр. Крутий Берег) — село,
Шевченковский сельский совет,
Никопольский район,
Днепропетровская область,
Украина.
Код КОАТУУ — 1222986902. Население по переписи 2001 года составляло 99 человек.

## Географическое положение
Село Крутой Берег находится на правом берегу реки Базавлук,
выше по течению на расстоянии в 1 км расположено село Шевченково,
ниже по течению на расстоянии в 1 км расположено село Ивановка.